# 1909 en Italie
Chronologie de l'Italie
- 1905
- 1906
- 1907
- 1908
- 1909
- 1910
- 1911
- 1912
- 1913

## Événements
- 20 février : le manifeste du futurisme de Marinetti est publié dans le Figaro[1].

- 7 mars - 14 mars  : élections législatives[2]. La majorité menée par Giovanni Giolitti est consolidée.
- 12 mars : assassinat à Palerme par la mafia sicilienne du policier américain Joe Petrosino[3].
- 24 mars : début de la XXIIIe législature du royaume d'Italie[2].

- 13 mai : première édition du Giro d'Italia au départ de Milan[4].
- 13 octobre : convention du Gothard, convention internationale entre la Suisse, l’Allemagne et l’Italie sur l’exploitation du tunnel ferroviaire du Saint-Gothard[5].

- 24 octobre : accord de Racconigi (Piémont) entre Nicolas II et Victor-Emmanuel III : observation du statu quo dans les Balkans, reconnaissance des intérêts italiens en Tripolitaine et en Cyrénaïque et des visées russes sur les Détroits[6].
- 2 décembre : le  président du Conseil Giovanni Giolitti démissionne et est remplacé le 11 décembre par Sidney Sonnino (Gouvernement Sonnino II)[7].

## Naissances en 1909
- 15 janvier : Jean Bugatti, ingénieur en mécanique, designer, pilote d'essai et industriel, héritier du constructeur automobile Bugatti. († 11 août 1939)
- 7 mars : Gian Paolo Callegari, journaliste, écrivain, scénariste et réalisateur. († 19 octobre 1982)
- 5 avril : Giacomo Gentilomo, scénariste et réalisateur. († 16 avril 2001)
- 5 juillet : Isa Miranda (Ines Isabella Sanpietro),  actrice, prix d'interprétation féminine au Festival de Cannes, en  1949. († 8 juillet 1982)
- 17 août : Raffaello Matarazzo, réalisateur, scénariste et producteur de cinéma. († 17 mai 1966)
- 18 novembre : Emilio Cigoli, acteur. († 7 novembre 1980)
- 23 novembre : Leonida Barboni, directeur de la photographie. († 6 novembre 1970)

## Décès en 1909
- 18 octobre : Alfredo Oriani, 57 ans, écrivain, historien et poète. (° 22 août 1852)